# Heiligenborn (Kirchheim)
Heiligenborn ist eine Wüstung in der Gemarkung von Frielingen, Gemeinde Kirchheim im nordhessischen Landkreis Hersfeld-Rotenburg.

## Lage
Die Siedlung befand sich auf 341 m ü. NHN Höhe im oberen Kisselbachtal, etwa 2 km nördlich von Frielingen, unmittelbar südlich, bachabwärts, der Mündung eines von Osten kommenden kleinen Bachs in den Kisselbach. Etwa 100 m nordnordwestlich befand sich eine spätere Eisenhütte. Auf dem dortigen langen und schmalen, beidseitig von Wald begrenzten Wiesengrund, der Flur „Heiligenborn“, östlich des Wirtschaftswegs finden sich keine Spuren des Orts mehr, ausgenommen gelegentliche Scherben.

## Geschichte
Der Ort wurde im Jahre 1340 als „Helkenborn“ erstmals erwähnt. Wann er, im 14. Jahrhundert auch als „Heiligenburn“ bezeichnet, verlassen wurde, ist nicht bekannt. Der Ort war Besitz der Abtei Hersfeld als Lehnsherr und kam 1648 an die Landgrafschaft Hessen-Kassel.